# Безсонов, Тимофей
Безсонов Тимофей — дьяк (1658—1677). В 1658—1660 году воевода в Путивле. В 1660 году упоминается, как дьяк казанского дворца. В 1664 году присутствует на встрече «князя Чарлуса Говорта», английского посла, в 1668 году дьяк во владимирском судном приказе, а в 1671 году назначен дьяком иноземного приказа. В 1672 году в числе лиц сопровождавших воеводу князя Юрия Петровича Трубецкого в Киев. В 1672—1675 годах воевода в Киеве (два раза). Можно думать, что этот же Тимофей Безсонов встречается в актах под 1685 году в звании церковного старосты церкви Василия Великого и Никола Чудотворца в устюжном уезде.